# Kotagiri
Kotagiri est une ville Panchayat (en) du district des Nilgiris de l'État indien du Tamil Nadu. Elle est située à une altitude d'environ 1 793 m. D'après le recensement de la population en 2011, elle compte 28 207 habitants.

## Subdivisions
| #  | Villages      | Division administrative | Population |
| -- | ------------- | ----------------------- | ---------- |
| 2  | Hittakkal     | Kotagiri                | 8 284      |
| 1  | Aracode       | Kotagiri                | 781        |
| 2  | Denad         | Kotagiri                | 8 284      |
| 3  | Hallimoyar    | Kotagiri                | 225        |
| 4  | Jackanarai    | Kotagiri                | 4 602      |
| 5  | Kadinamala    | Kotagiri                | 407        |
| 6  | Kallampalayam | Kotagiri                | 1 691      |
| 7  | Kengarai      | Kotagiri                | 6 820      |
| 8  | Kodanad       | Kotagiri                | 4 153      |
| 9  | Kokkode       | Kotagiri                | 147        |
| 10 | Konakarai     | Kotagiri                | 7 511      |
| 11 | Kotagiri      | Kotagiri                | 7 952      |
| 12 | Naduhatty     | Kotagiri                | 10 278     |
| 13 | Nandipuram    | Kotagiri                | 172        |
| 14 | Nedugula      | Kotagiri                | 13 071     |